# كين هانسن (حكم كرة قدم)
كين هانسن (بالدنماركية: Kenn Hansen)‏ هو حكم كرة قدم دنماركي، ولد في 29 مايو 1980 في كوبنهاغن في الدنمارك.